# Franz Schlik zu Bassano und Weißkirchen

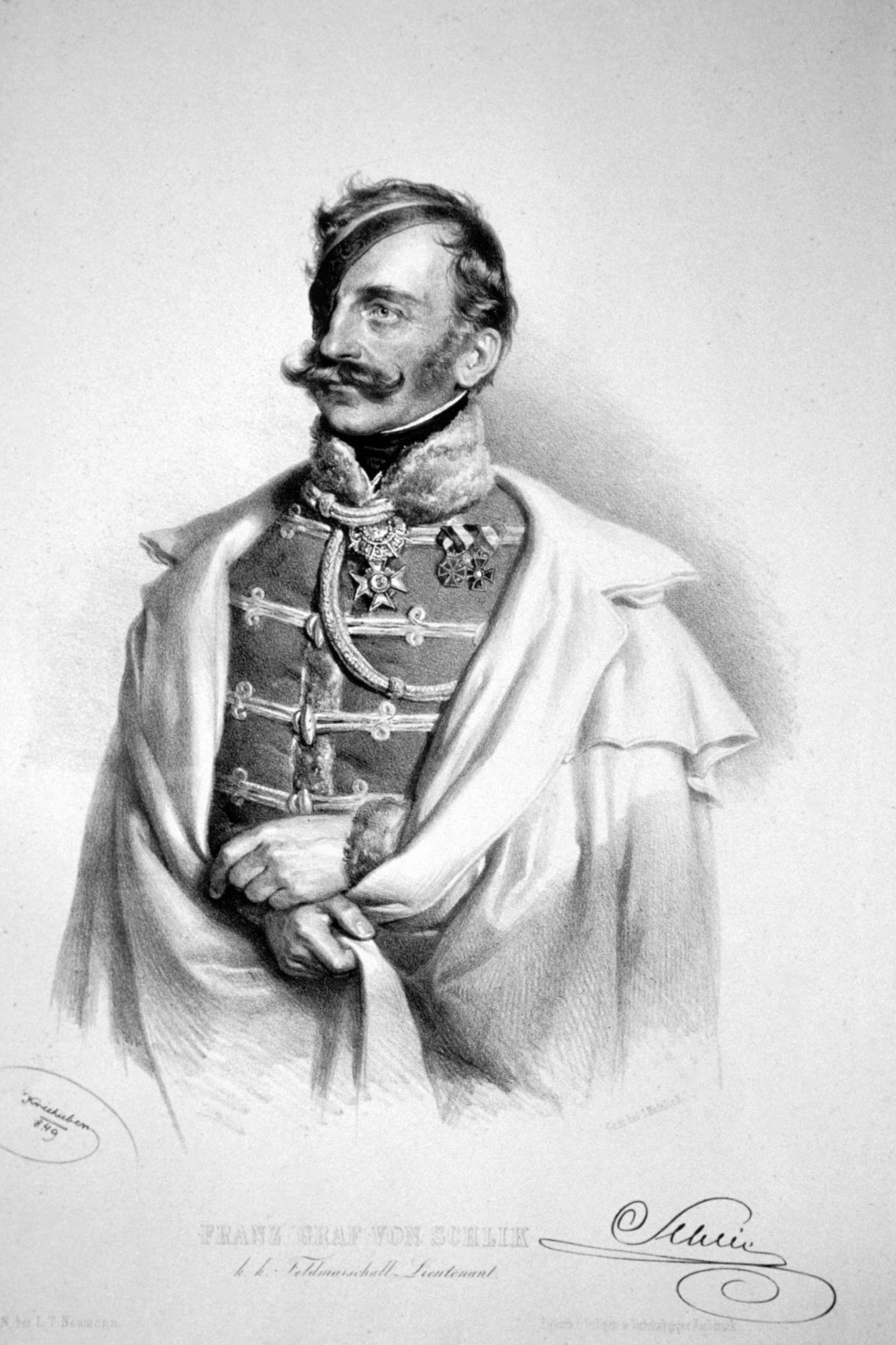
Franz Graf Schlik, Lithographie von Josef Kriehuber, 1849

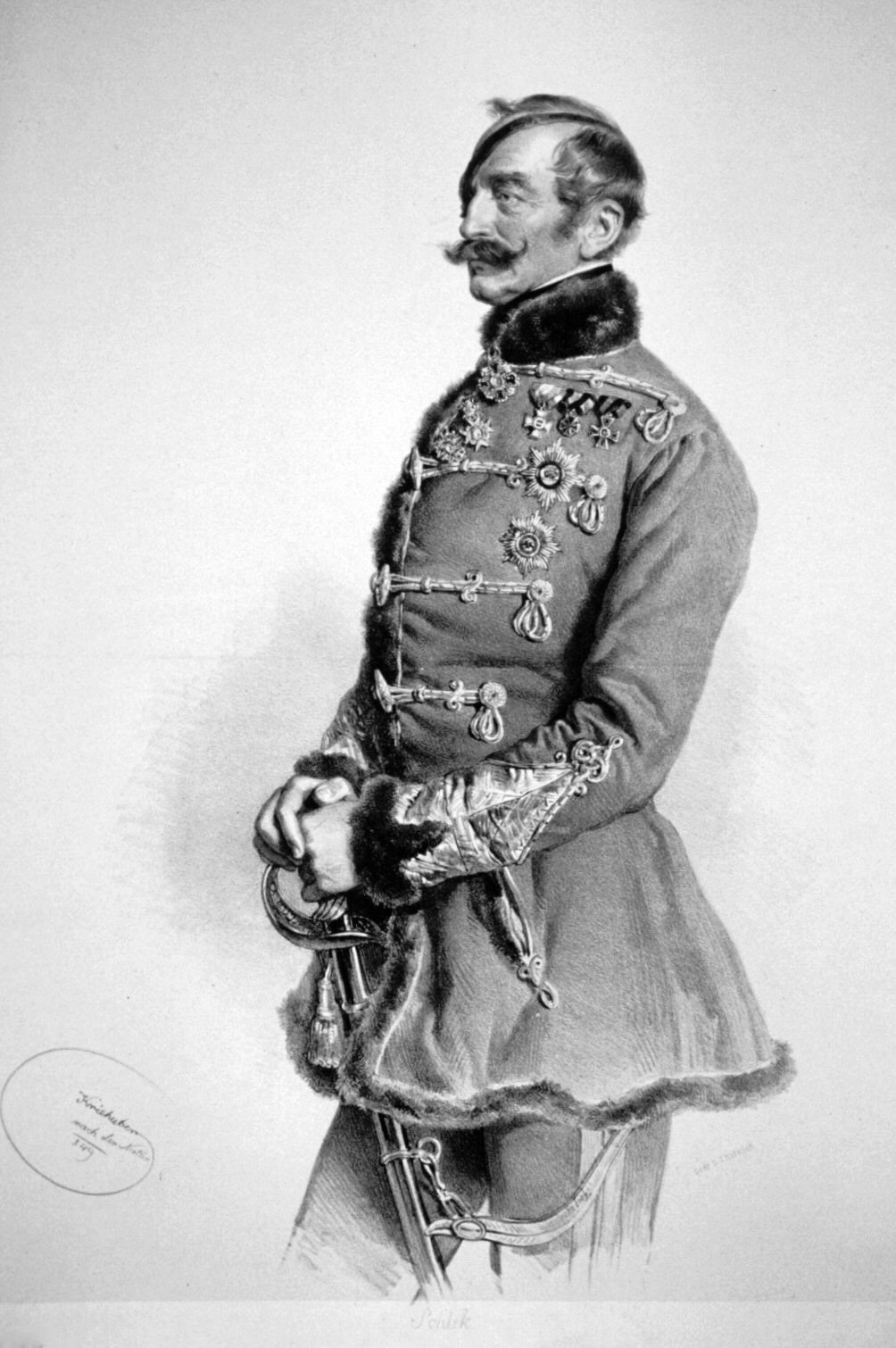
Franz Graf Schlik, Lithographie von Josef Kriehuber, 1849

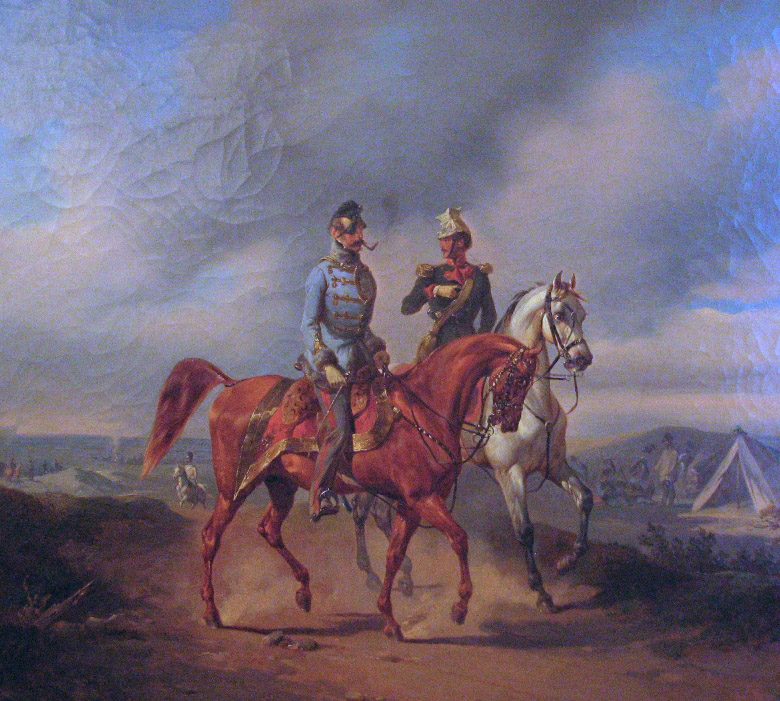
General der Kavallerie Schlik mit seinem Adjutanten (Gemälde von Joseph Heicke, Heeresgeschichtliches Museum).

Franz Joseph Heinrich Graf Schlik zu Bassano und Weißkirchen (* 23. Mai 1789 in Prag; † 17. März 1862 in Wien) war ein österreichischer Offizier, zuletzt General der Kavallerie.

## Herkunft
Seine Eltern waren der österrichischer Botschafter in Dänemark der Graf Joseph Heinrich von Schlick (1754–1807) und dessen Ehefrau Philippine Ludmilla geb. Nostitz-Rieneck (1766–1843). Die Dichterin Elise von Schlick (1792–1855) war seine Schwester.

## Biografie
Der Graf widmete sich dem Wunsche des Vaters dem Studium der Rechte, trat aber beim Ausbruch des Kriegs 1809 als Leutnant in ein Kürassierregiment ein. Er wurde nach der Schlacht bei Aspern (Mai 1809) zum Oberleutnant und noch während des Feldzugs zum Rittmeister befördert. Als Österreich sich 1812 mit Frankreich verbündete, nahm er zunächst seinen Abschied. Nach der Kriegserklärung Österreichs an Napoleon I. im August 1813 kehrte er zur Armee zurück, kämpfte unter Fürst Schwarzenberg in der Schlacht von Dresden und bei Kulm. Darauf wurde er zum Ordonnanzoffizier Kaisers Franz I. ernannt. Während der Schlacht von Leipzig (16. Oktober 1813) erhielt er bei Wachau eine gefährliche Kopfwunde, die ihn das rechte Auge kostete. Nach den langen Friedensjahren blieb er lange ohne Rangerhöhung, erst 1835 stieg er zum Generalmajor und Brigadier in Schlesien auf. Am 2. Juni 1844 wurde er zum Feldmarschallleutnant und Divisionär in Brünn, darauf zum Inhaber eines Husarenregiments ernannt.
Nach der Wiener Märzrevolution von 1848 wurde er Kommandant von Krakau, Ende November aber zum Befehlshaber eines Korps von 8000 Mann ernannt, das bei Dukla in Galizien zu einer Diversion (Teiltruppe) wurde, die gegen die Revolutionäre in Oberungarn (Slowakei) operieren sollte. Schlik siegte am 28. Dezember 1848 beim Gefecht von Szikszó und am 4. Januar 1849 in der Schlacht bei Kaschau, wofür er das Ritterkreuz des Maria-Theresien-Ordens erhielt. Seine Erfolge waren eine Warnung an die ungarische Militärmission, die unter dem Kommando von Lázár Mészáros rund 10.000 Mann im Raum Miskolc Soldaten rekrutierte. Er erkämpfte im Winterfeldzug mehrere Siege über die zahlenmäßig überlegenen ungarischen Revolutionstruppen und trat dann vor Kaschau bedroht, den strategischen Rückzug an. Schlik wartete zwei Wochen ab, bevor er seine Angriffe fortsetzte. Zu diesem Zeitpunkt hatte György Klapka die Schlick gegenüber stehenden ungarischen Streitkräfte neu organisiert, weshalb die Ungarn am 22. Januar beim Gefecht bei Tarczal und am nächsten Tag im Treffen bei Keresztúr den Sieg erreichten. Am 31. Januar griffen Schlik und Feldmarschall Windisch-Grätz die Positionen Klapkas in der Schlacht von Tokaj an, wurden aber zurückgeworfen. Durch den Sieg von Guyon im Treffen von Branyiszkó war die Möglichkeit geschaffen, Schliks Truppen zu umzingeln, aber die von Henryk Dembiński geplante Einkreisung scheiterte. Schliks Streitkräfte brachen am 14. Februar bei Tornallya durch die ungarischen Linien und erreichten bei Pétervására wieder Anschluss an die Truppen von Windisch-Grätz. Die vereinigten Österreicher gewannen dann am 26. und 27. Februar 1849 die Schlacht bei Kápolna. Schlik nahm dann als Führer der III. Korps am Frühlingsfeldzug teil. Er verlor zunächst ein Gefecht bei Hatvan gegen das ungarische 7. Korps unter Gáspár, zeichnete sich aber während der Schlacht bei Isaszeg (6. April) südöstlich von Gödöllő aus. Unter dem neuen Befehlshaber Baron von Welden nahm am 26. April an der ersten Schlacht bei Komorn teil und musste sich dann zum Fluss Ráab zurückziehen.
Im Sommerfeldzug 1849 nahm er am Vormarsch der Hauptarmee unter FZM Julius von Haynau als Kommandeur des I. Korps teil und kämpfte mit seinen Truppen am 28. Juni in der Schlacht bei Raab und stand am 11. und 14. Juli in der zweiten und dritten Schlacht von Komorn im Kampf. Haynau ließ drei österreichische Korps in drei parallelen Linien gegen die Ungarn im Raum Szeged vorgehen. Schlik führte seine Truppen in Richtung Makó vor und erkämpfte am 5. August den Übergang am Fluss Maros und nahm dann am 9. August an der Schlacht bei Temesvár teil. Am 5. September 1849 wurde Schlik zum General der Kavallerie befördert und erhielt für seine Siege in Ungarn den Orden der Eisernen Krone und im folgenden Jahr das Kommandeurkreuz des Maria Theresia-Orden.
Nach der Niederlage Ungarns wurde er Kommandant des II. Armeekorps und Kommandierender General in Mähren. Seit Juni 1854 Oberbefehlshaber der vierten, in Galizien stehenden Armee, ging er mit derselben 1859 auf den Kriegsschauplatz nach Italien, wurde dort nach der Schlacht von Magenta an der Stelle Ferencz Gyulays zum Kommandanten der zweiten österreichischen Armee in Italien ernannt und kämpfte bei Solferino an der Spitze des rechten Flügels. Nach dem Vorfrieden von Villafranca nahm er seinen Abschied.
Am Stadterweiterungsgebiet Neu-Wien ließ Schlik 1856–58 vom Architekten Carl Tietz an der Türkenstraße 25 sein Palais Schlick errichten; er war der erste Bewohner an der neu angelegten Türkenstraße. Schlik starb am 17. März 1862. Noch in seinem Todesjahr wurde die vor seinem Palais verlaufende Gasse nach ihm Schlickgasse benannt, 1872 der daneben liegende Schlickplatz.

## Familie
Schlick heiratete am 24. April 1817 die Gräfin Sophie von Eltz (* 1795; † 4. September 1821). Das Paar hatte mehrere Kinder:
- Thecla († 1818)
- Albine (* 16. Juli 1819) ⚭ 1845 Karl von Brinetti († 1854)
- Heinrich Franz (* 22. Juli 1820; † 11. August 1859) ⚭ Freiin Sophie von Riesenfels (* 6. October 1831)
- Franziska (* 14. August 1821) ⚭ 1846 Freiherr Ferdinand von Riesenfels

In zweiter Ehe heiratet Wilhelmine von Breuer († 17. März 1862). Das Paar hatte mehrere Kinder: 
- Pauline (* 30. September 1827) ⚭ Freiherr Wenzel Enis von Atter und Iveaghe
- Rosa (* 3. November 1829; † 2. März 1854)